# Gaston (Carolina do Sul)
Gaston é uma cidade  localizada no estado norte-americano de Carolina do Sul, no Condado de Lexington.

## Demografia
Segundo o censo norte-americano de 2000, a sua população era de 1304 habitantes.
Em 2006, foi estimada uma população de 1393, um aumento de 89 (6.8%).

## Geografia
De acordo com o United States Census Bureau tem uma área de
8,9 km², dos quais 8,9 km² cobertos por terra e 0,0 km² cobertos por água. Gaston localiza-se a aproximadamente 152 m acima do nível do mar.

## Localidades na vizinhança
O diagrama seguinte representa as localidades num raio de 20 km ao redor de Gaston.